# Montfort-sur-Argens
Montfort-sur-Argens este o comună în departamentul Var din sud-estul Franței. În 2009 avea o populație de 543 de locuitori.

## Evoluția populației
| An        | 1975 | 1982 | 1990 | 1999 | 2006 | 2009 |
| --------- | ---- | ---- | ---- | ---- | ---- | ---- |
| Populație | 387  | 299  | 380  | 399  | 530  | 543  |